# 大金 (国)
大金（朝鮮語：대금국）は1453年に李氏朝鮮の武臣の李澄玉が金（女真族）の故地の咸吉道に建立した政権の一つ。

## 歴史
1453年、李氏朝鮮の武臣の李澄玉は大金皇帝と称していた。この勢力に女真族も合流して反乱規模は拡大していった。
翌同年、大金国は李氏朝鮮に鎮圧され、李澄玉は囚われ、滅亡した。